# Édition de Vilna du Talmud

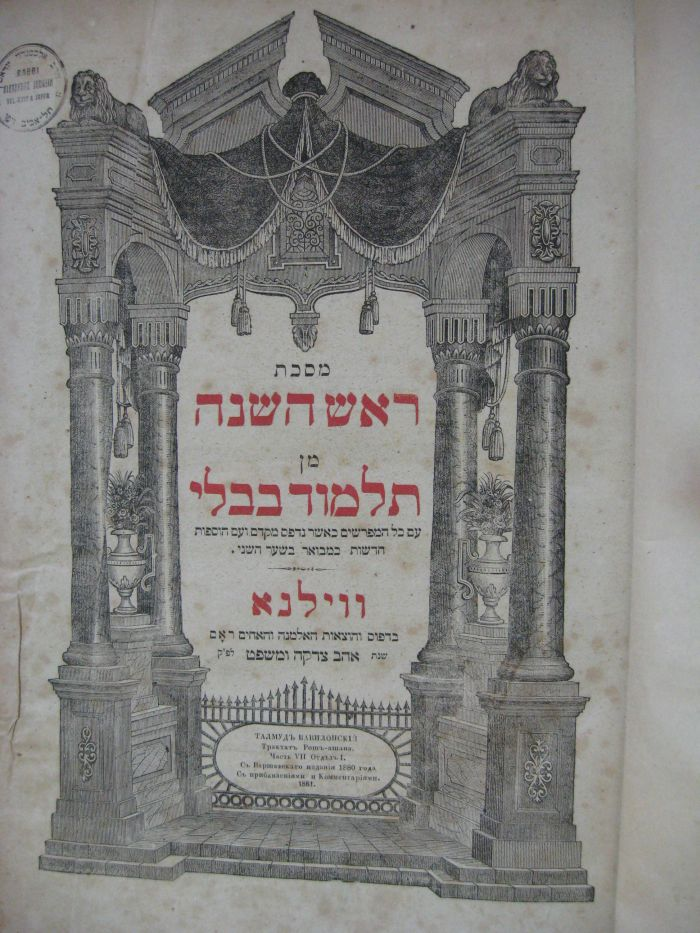
Page de garde du volume du traité Roch Hachana dans l'édition de Vilna

L'Édition Vilna du Talmud est l'édition la plus diffusée du Talmud de Babylone. Elle a été publiée de 1880 à 1886 par la maison d'édition de la Veuve et des Frères Romm de Vilna. L'impression du Talmud a duré 6 ans. Le premier volume (traité Berakhot) a été publié le 18 Iyyar 5640 selon le calendrier hébraïque, le dernier volume (traité Nida) a été publié le 13 Nissan 5646.
En plus du texte du Talmud, les éditeurs ont fait figurer :
- le commentaire de rabbénou Hananel ben Houshiel, dont seule une partie était connue auparavant. Il a été recopié à partir d'un manuscrit de la bibliothèque du Vatican
- le commentaire le rabbénou Rabbenou Guershom, transcrit au beth midrash de Berlin à partir d'un manuscrit lui-même recopié d'un manuscrit de Rome
- les tossefot d'Isaac ben Samuel de Dampierre (le Ri ha-Zaqen), recopié à partir un manuscrit du British Museum
- les tossefot de Samson ben Abraham de Sens sur le traité Sotah, recopié à partir d'un manuscrit de la Bibliothèque bodléienne de l'Université d'Oxford
- les tossefot Yechanim sur le traité Yévamot, recopié à partir un manuscrit du British Museum
- le commentaire de Jacob Emden (hidoushè ha-Yaavats), publié pour la première fois à partir d'un texte du Talmud sur lequel il avait ajouté ses remarques.